# Schrödingergleichung

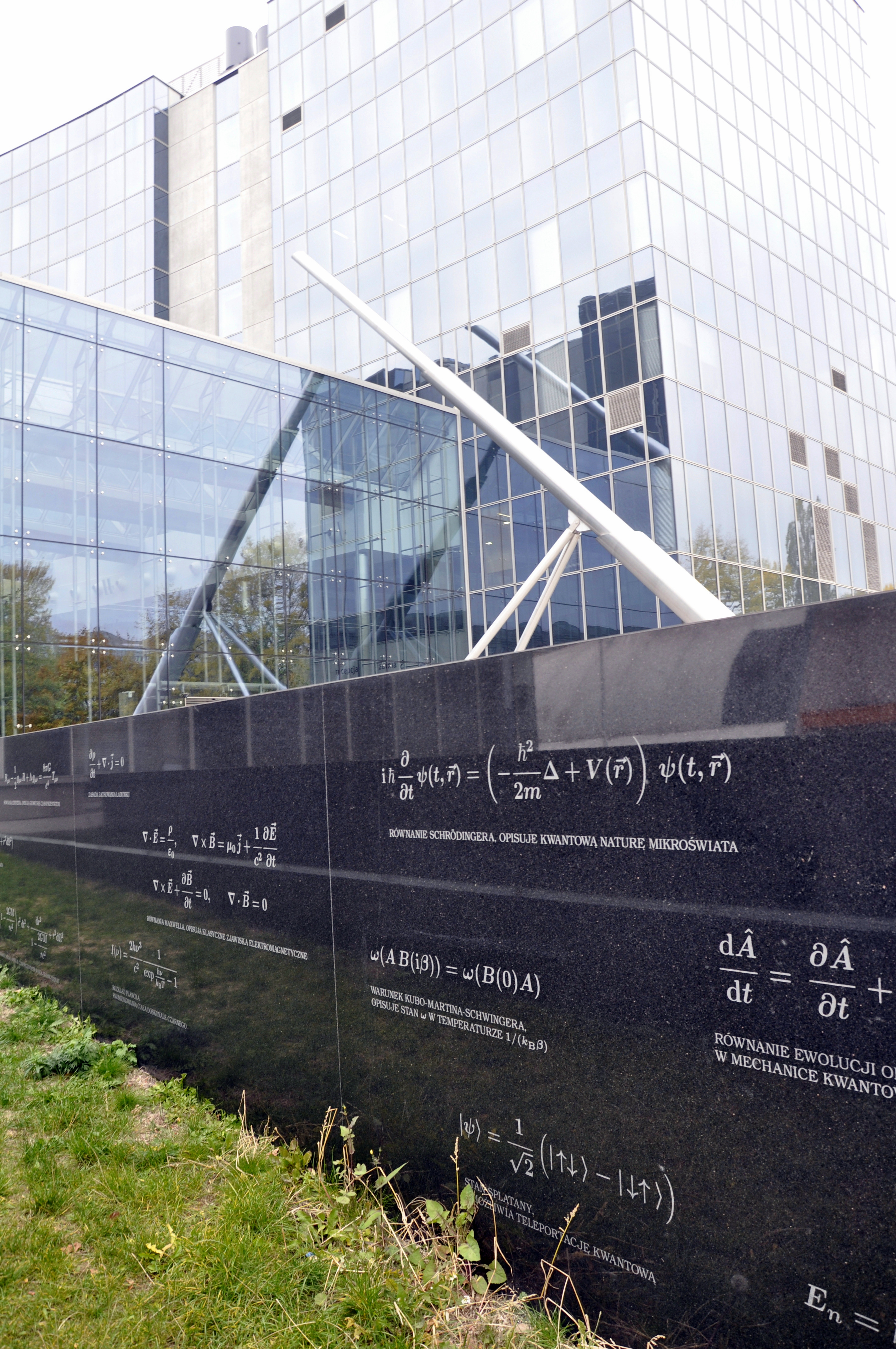
Schrödinger-Gleichung vor der Warschauer Universität für neue Technologien (Ochota-Campus) (oben rechts)

Die Schrödingergleichung ist eine der grundlegenden Gleichungen der Quantenmechanik, die ihrerseits eine der Hauptsäulen der modernen Physik ist. Sie beschreibt die zeitliche Veränderung des quantenmechanischen Zustands eines physikalischen Systems in nichtrelativistischer Näherung in Form einer partiellen Differentialgleichung.
Die Gleichung wurde 1926 von Erwin Schrödinger für die Ausbreitung von Materiewellen (Wellenmechanik) aufgestellt und bei ihrer ersten Anwendung erfolgreich zur Erklärung des Spektrums des Wasserstoffatoms, des Harmonischen Oszillators und des rotierenden Moleküls genutzt.
Der Zustand eines Systems mit nur einem Teilchen wird zu jedem Zeitpunkt durch eine Wellenfunktion {\displaystyle \left(\;\psi ({\vec {r}},t)\;\right)} repräsentiert, oder in allgemeinerer Form als Zustandsvektor {\displaystyle \left(\;|\psi (t)\rangle \;\right)} in einem Hilbertraum. In der zeitabhängigen Schrödingergleichung wird ein Hamiltonoperator {\displaystyle (\,{\hat {H}}\,)} auf den Zustand angewendet, und das Ergebnis zeigt, wie der Zustand sich mit fortschreitender Zeit verändert:
{\displaystyle \mathrm {i} \hbar {\frac {\partial \psi }{\partial t}}={\hat {H}}\psi }.
(Darin ist {\displaystyle \mathrm {i} } die imaginäre Einheit, {\displaystyle \hbar } die reduzierte Planck-Konstante und {\displaystyle {\tfrac {\partial }{\partial t}}} partielle Ableitung nach der Zeit {\displaystyle t}).
Aufgrund dieser Gleichung handelt es sich bei der Wellenfunktion mathematisch um eine komplexwertige Funktion, deren Werte als solche keiner messbaren physikalischen Größe entsprechen und daher auch keine anschaulich im dreidimensionalen Raum vorstellbare Welle darstellen können. Zudem scheitert der Versuch einer räumlichen Vorstellung auch daran, dass die Wellenfunktion eines Systems aus mehreren Teilchen von den Koordinaten aller Teilchen abhängt, bei zwei Teilchen z. B. in der Form {\displaystyle \psi ({\vec {r}}_{1},{\vec {r}}_{2},t)\;}, was eine in einem abstrakten Raum mit 6 Dimensionen definierte Funktion ist. Jedoch lassen sich für alle am System messbaren Größen aus der Wellenfunktion Voraussagen über die Ergebnisse von Messungen berechnen.
Wenn das Quantensystem ein Analogon in der Klassischen Mechanik hat (Beispiel: ein Teilchen in einem Kraftfeld), dann ergibt sich der Hamiltonoperator aus der entsprechenden klassischen Hamiltonfunktion durch Anwendung der festen Regeln der Ersten Quantisierung. In vielen Anwendungen werden Hamiltonoperatoren aber auch ohne klassisches Vorbild direkt nach quantenmechanischen Gesichtspunkten konstruiert (Beispiel: Pauligleichung).
Im Allgemeinen verändert die Wellenfunktion im Laufe der Zeit ihre Form. Damit können physikalische Prozesse beschrieben werden wie z. B. die Ausbreitung, Streuung und Interferenz eines Teilchens sowie der Zerfall eines instabilen Systems wie z. B. bei  Alpharadioaktivität. Bei manchen Wellenfunktionen bewirkt der Hamiltonoperator aber keine Änderung der Form, sondern nur eines komplexen globalen Phasenfaktors, so dass für diese Wellenfunktionen an jedem Ort das Betragsquadrat mit der Zeit konstant bleibt. Die entsprechenden Zustände sind stationäre Zustände, auch als Eigenzustände des Hamiltonoperators bzw. als Energieniveaus des betrachteten Quantensystems bezeichnet. Die zeitunabhängige Schrödingergleichung ermöglicht das Auffinden dieser stationären Wellenfunktionen und damit die Berechnung vieler Eigenschaften des Systems im jeweiligen Energieniveau.
Die Schrödingergleichung bildet das Fundament für viele theoretische und praktische Anwendungen der Quantenmechanik. Seit 1926 gelang so die Erklärung zahlreicher Eigenschaften und Wechselwirkungen von Atomen und Molekülen bis hin zu ihren chemischen Reaktionen, sowie von Festkörpern bis hin zur gezielten Herstellung neuer Materialien wie z. B. Halbleiter, und nicht zuletzt die quantenmechanische Beschreibung von Prozessen wie die Emission von Licht und der spontane radioaktive Zerfall. Allerdings beschreibt die Schrödingergleichung in ihrer eigentlichen, aus der klassischen Physik entlehnten Form noch keine Phänomene, für deren Erklärung die Relativitätstheorie benötigt wird, wie z. B. Spin, Entstehung und Vernichtung von Teilchen und Antiteilchen, sowie bestimmte Feinheiten der Energieniveaus sogar schon beim einfachsten Atom, dem des Wasserstoffs.

## Wege zur Schrödingergleichung
Die Schrödingergleichung kann aus der klassischen Physik nicht hergeleitet, sondern nur motiviert werden. Sie steht als Postulat am Anfang der Wellenmechanik. Im Folgenden werden drei Wege, die zu ihr führen, dargestellt.

### Schema der 1. Quantisierung
Die aus der klassischen Physik bekannte Hamiltonfunktion {\displaystyle H} gibt die Energie eines physikalischen Systems als Funktion von zueinander konjugierten Koordinaten und Impulsen (im einfachsten Fall Ort {\displaystyle {\vec {r}}}  und mechanischer Impuls {\displaystyle {\vec {p}}}) an. Im Beispiel eines Teilchens der Masse {\displaystyle m} in einem Kraftfeld mit der potentiellen Energie {\displaystyle V({\vec {r}},t)} gilt
{\displaystyle H={\frac {{\vec {p}}^{2}}{2m}}+V({\vec {r}},t)}
Darin werden die klassischen Größen  durch die entsprechenden quantenmechanischen Operatoren ersetzt:
{\displaystyle {\begin{matrix}H&\rightarrow &{\hat {H}}&=&\ \mathrm {i} \hbar {\frac {\partial }{\partial t}}\\{\vec {p}}&\rightarrow &{\hat {\vec {p}}}&=&-\mathrm {i} \hbar \nabla \\{\vec {r}}&\rightarrow &{\hat {\vec {r}}}&=&{\vec {r}}\end{matrix}}}
Aus der Definition der Hamiltonfunktion wird damit die Definition des Hamiltonoperators für ein Teilchen in einem Potential
{\displaystyle {\hat {H}}={\frac {{\hat {\vec {p}}}^{2}}{2m}}+{\hat {V}}({\vec {r}},t)}
Anwenden auf die Wellenfunktion {\displaystyle \psi =\psi ({\vec {r}},t)} ergibt die zeitabhängige Schrödingergleichung.
Im Beispiel
{\displaystyle \mathrm {i} \hbar {\frac {\partial \psi }{\partial t}}=-{\frac {\hbar ^{2}}{2m}}\Delta \psi +V({\vec {r}},t)\psi },
allgemein
{\displaystyle \mathrm {i} \hbar {\frac {\partial \psi }{\partial t}}={\hat {H}}\psi }.
Für zeitunabhängiges Potential {\displaystyle V({\vec {r}})} liefert der Produktansatz {\displaystyle \psi ({\vec {r}},t)=\exp(-\mathrm {i} Et/\hbar )\psi ({\vec {r}})} die zeitunabhängige Schrödingergleichung
{\displaystyle {\hat {H}}\psi =E\psi }.
Dies ist eine Eigenwertgleichung. Sie wird nur für bestimmte Werte {\displaystyle E} und Funktionen {\displaystyle \psi ({\vec {r}})} erfüllt, die die Energien und Wellenfunktionen der stationären Zustände angeben.

### Argumentation ausgehend von freien Materiewellen
Aus den de Broglie-Einstein-Gleichungen für die Materiewellen ergibt sich für ein freies Teilchen mit Impuls {\displaystyle {\vec {p}}} und Energie  {\displaystyle E=p^{2}/2m} die Materiewelle {\displaystyle \psi ({\vec {r}},t)=\exp(-\mathrm {i} ({\vec {p}}\cdot {\vec {r}}-Et)/\hbar )}. Mit diesen Zuständen als Basiszuständen ist dann ein beliebiger Zustand des Teilchens als Linearkombination durch
{\textstyle \Psi ({\vec {r}},t)=\int F({\vec {p}})\exp(-\mathrm {i} ({\vec {p}}\cdot {\vec {r}}-Et)/\hbar )}
darzustellen. Darin ist {\displaystyle F({\vec {p}})} die Amplitude, mit der die Welle mit Impuls {\displaystyle {\vec {p}}} in dem Zustand vertreten ist. Die 1. Ableitung nach der Zeit ist
{\displaystyle \mathrm {i} \hbar {\frac {\partial }{\partial t}}\Psi ({\vec {r}},t)=\int EF({\vec {p}})\exp(-\mathrm {i} ({\vec {p}}\cdot {\vec {r}}-Et)/\hbar )}
Dies ist wegen {\displaystyle E=p^{2}/2m} proportional zur 2. Ableitung nach dem Ort
{\displaystyle -\hbar ^{2}\nabla ^{2}\Psi ({\vec {r}},t)=\int p^{2}F({\vec {p}})\exp(-\mathrm {i} ({\vec {p}}\cdot {\vec {r}}-Et)/\hbar )=2m\int E\,F({\vec {p}})\exp(-\mathrm {i} ({\vec {p}}\cdot {\vec {r}}-Et)/\hbar )},
der Proportionalitätsfaktor ist {\displaystyle 1/2m}. Daher gilt
{\displaystyle \mathrm {i} \hbar {\frac {\partial }{\partial t}}\Psi ({\vec {r}},t)=-{\frac {\hbar ^{2}}{2m}}\nabla ^{2}\Psi ({\vec {r}},t)}.
Das ist die zeitabhängige Schrödingergleichung für ein freies Teilchen.

### Schrödingers Weg
Schrödingers erster Ausgangspunkt ist der von Louis de Broglie formulierte Gedanke, dem Elektron eine Welle {\displaystyle \psi } zuzuordnen, die in seinen stationären Zuständen im Atom die Form einer stehenden Welle hat. Die Vorstellung von einer wohldefinierten Bahn des Elektrons sollte sich dann als ein in manchen Fällen näherungsweise zutreffendes Bild ergeben, wie bei der Vorstellung von einem wohldefinierten Lichtstrahl im Verhältnis zur ausgedehnten Lichtwelle. Für den Zusammenhang der mechanischen Größen Impuls {\displaystyle p} und kinetische Energie {\displaystyle E_{\mathrm {kin} }=E-V} des Teilchens mit den für die stehende Welle relevanten Größen Frequenz {\displaystyle \nu } (bzw. {\displaystyle \omega =2\pi \nu }) und Wellenlänge {\displaystyle \lambda } wurden die aus der älteren Quantenphysik für Schwingungen und Wellen bekannten Gleichungen angesetzt:
{\displaystyle E_{\mathrm {kin} }=\hbar \omega }
{\displaystyle p={\frac {2\pi \hbar }{\lambda }}},
sowie die Energie-Impulsbeziehung der klassischen Mechanik
{\displaystyle E_{\mathrm {kin} }={\frac {p^{2}}{2m}}}.
Schrödingers zweiter Ausgangspunkt ist die strukturelle Ähnlichkeit zwischen der klassischen Punktmechanik einerseits (in ihrer Hamiltonschen Form mit dem Prinzip der kleinsten Wirkung) und der geometrischen Optik andererseits (insbesondere mit dem Huygensschen Prinzip). Daher setzt Schrödinger für die Materiewelle {\displaystyle \psi } im Fall, dass es sich um eine stehende Welle bestimmter Frequenz handelt, zunächst eine klassische Wellengleichung an:
{\displaystyle \Delta \psi -{\frac {1}{u^{2}}}{\frac {\partial ^{2}}{\partial t^{2}}}\psi =0}
Darin ist {\displaystyle u} die Phasengeschwindigkeit der Welle, die nach der Analogie zur Hamiltonschen Mechanik mit der Geschwindigkeit identifiziert wird, mit der dort die Flächen gleicher Wirkung fortschreiten. Mit der (ortsabhängigen) potentiellen Energie {\displaystyle V} gilt (siehe auch WKB-Näherung):
{\displaystyle u={\frac {E}{\sqrt {2m(E-V)}}}} .
Im Fall der rein periodischen Bewegung enthält {\displaystyle \psi } die Zeitabhängigkeit in Form eines Phasenfaktors  {\displaystyle \mathrm {e} ^{-\mathrm {i} \omega t}}. Wegen
{\displaystyle {\frac {\partial }{\partial t}}\psi =-i\omega \psi =-\mathrm {i} {\frac {E}{\hbar }}\psi \quad } bzw. {\displaystyle \quad {\frac {\partial ^{2}}{\partial t^{2}}}\psi =-\omega ^{2}\psi =-{\frac {E^{2}}{\hbar ^{2}}}\psi }
vereinfacht sich die Wellengleichung zu
{\displaystyle \Delta \psi +{\frac {2m}{\hbar ^{2}}}(E-V)\psi =0} .
Dies ist eine Eigenwertgleichung für die Energie {\displaystyle E}, die sich in den Testfällen mit periodischen Bewegungen (H-Atom, harmonischer Oszillator, starrer Rotator) bewährt. Wird dann aus den beiden letzten Gleichungen die Variable {\displaystyle E} eliminiert, entsteht
{\displaystyle (\Delta -{\frac {2m}{\hbar ^{2}}}V)\psi +{\frac {2m\mathrm {i} }{\hbar }}{\frac {\partial }{\partial t}}\psi =0}
Für periodische Bewegungen ist diese Gleichung äquivalent zur vorherigen. Schrödinger postuliert sie nun als die allgemeine Wellengleichung, die für jede beliebige Materiewelle, also auch für nicht-stationäre Zustände gelten soll. Nach Umstellung ist es die Schrödingergleichung:
{\displaystyle \mathrm {i} \hbar {\frac {\partial }{\partial t}}\psi =-{\frac {\hbar ^{2}}{2m}}\Delta \psi +V\psi }

### Pfadintegral nach Feynman
Eine andere Möglichkeit, die Schrödingergleichung aufzustellen, benutzt den von Richard Feynman eingeführten Begriff des Pfadintegrals. Diese alternative Herleitung betrachtet die Wahrscheinlichkeiten für die verschiedenen Bewegungen (Pfade) des zu untersuchenden Teilchens von einem Ort {\displaystyle A} nach {\displaystyle B} und führt damit wieder zu derselben Schrödingergleichung. Auch hierbei spielt die klassische Wirkung {\displaystyle S} eine zentrale Rolle.

## Bedeutung der Schrödingergleichung und Erläuterungen

### Allgemeine Erläuterungen
Mit der Schrödingergleichung wurde die Ad-hoc-Konstruktion des Bohrschen Atommodells überwunden (wie kurz zuvor schon mit der weniger anschaulichen Heisenberg’schen Matrizenmechanik). Die diskreten Energieniveaus des Wasserstoffatoms, die im Bohrschen Modell bestimmten klassischen Bahnen eines Elektrons im Coulombpotential des Atomkerns zugeordnet sind, ergeben sich aus der Schrödingergleichung als deren Eigenwerte.
Während ein Teilchen in der klassischen Mechanik stets einen bestimmten Ort {\displaystyle {\vec {r}}} hat und eine bestimmte Bahn {\displaystyle {\vec {r}}(t)} durchläuft, die durch die Newtonsche Bewegungsgleichung bestimmt ist, liefert in der Quantenmechanik die Schrödingergleichung eine zeitlich variierende Wahrscheinlichkeitsverteilung {\displaystyle |\psi \left({\vec {r}},t\right)|^{2}} für den Aufenthaltsort des Teilchens. Man spricht auch veranschaulichend davon, dass das Teilchen zu jedem Zeitpunkt über den Raum delokalisiert sei.
Die Quantenmechanik muss als grundlegende Theorie aber auch die klassische Mechanik umfassen. Diese Korrespondenz wird z. B. durch das Ehrenfest-Theorem hergestellt, dem zufolge der Mittelwert der wellenmechanischen Wahrscheinlichkeitsverteilung für die Teilchenkoordinate sich so bewegt wie von der Newtonschen Bewegungsgleichung vorgeschrieben. Evident wird die Korrespondenz bei lokalisierten Wellenpaketen, wie sie sich z. B. durch Linearkombination der Wellenfunktionen des Wasserstoffatoms zu höheren Quantenzahlen konstruieren lassen. Solche Zustände entsprechen also einer kohärenten Überlagerung vieler höherer Anregungszustände.
Die Schrödingergleichung ist deterministisch, das heißt, dass bei Vorgabe eines Anfangszustands die weitere Entwicklung der Wellenfunktion festliegt. In linearer Näherung, d. h. für kurze Zeitintervalle {\displaystyle \Delta t}, wird sie  einfach die kohärente Superposition von  {\displaystyle \psi } mit einem infinitesimalen Vielfachen der durch den Hamiltonoperator abgeänderten Wellenfunktion {\displaystyle \left[{\hat {H}}\psi \right]}:
{\displaystyle \psi \left({\vec {r}},t+\Delta t\right)\approx \psi \left({\vec {r}},t\right)+\Delta t{\frac {1}{i\hbar }}{\hat {H}}\psi \left({\vec {r}},t\right)} .
Andererseits liefern diese Wellenfunktionen nach der Kopenhagener Deutung für die Erklärung von Messergebnissen nur statistische Größen, aus denen Aussagen über die Mittelwerte und Streuungen von Messergebnissen in gleichartigen Versuchsanordnungen folgen. Nach der Kopenhagener Deutung der Quantenmechanik liegt dies nicht an einem Mangel der Messanordnung oder an einer Unvollständigkeit der Zustandsbeschreibung durch die Wellenfunktion, vielmehr gibt die Wellenfunktion eine vollständige Beschreibung und die Streuungen sind durch die Natur selbst bedingt. Die mit dem Messvorgang verbundene zufällige Auswahl nur eines der möglichen Messwerte heißt Zustandsreduktion und kann nicht durch die Schrödingergleichung beschrieben werden.
Zu den zahllosen Anwendungen der Schrödingergleichung sei auf die entsprechenden Artikel verwiesen, z. B. Wasserstoffatom, Teilchen im Kasten, Harmonischer Oszillator (Quantenmechanik), Tunneleffekt, Atomorbital, Streutheorie, Schalenmodell (Kernphysik), Quantenchemie, Chemische Bindung, Molekülphysik, Bändermodell des Festkörpers.
In der Schrödingergleichung wird die Wellenfunktion als zeitlich veränderlich angesetzt, während die Operatoren für messbare physikalische Größen als konstant angesehen werden. Diesem sogenannten Schrödinger-Bild steht das Heisenberg-Bild gegenüber. Hier bleibt der Zustand unverändert und die Operatoren folgen der Heisenbergschen Bewegungsgleichung. Die beiden Formulierungen sind mathematisch äquivalent.

### Normierung der Wellenfunktion
Für die statistische Interpretation der Quantenmechanik ist es notwendig, die Lösungen der Schrödingergleichung so zu normieren, dass
{\displaystyle \int _{\mathbb {V} }|\psi (\mathbf {r} ,t)|^{2}\;\mathrm {d} ^{3}r=1}
ist. Darin ist {\displaystyle \mathbb {V} } das Volumen, in dem das Teilchen sich mit Sicherheit aufhält. Diese sogenannte Normierungsbedingung sagt aus, dass die Wahrscheinlichkeit, dass das Teilchen irgendwo im gesamten Volumen zu finden ist, gleich 1 ist. Für die so erhaltenen normierten Lösungen entspricht dann {\textstyle |\psi (\mathbf {r} ,t)|^{2}=\psi ^{*}\psi } der Aufenthaltswahrscheinlichkeitsdichte des Teilchens am Ort {\displaystyle \mathbf {r} } zum Zeitpunkt {\displaystyle t}. Wenn möglich, wird der ganze Raum {\displaystyle \mathbb {V} =\mathbb {R} ^{3}} gewählt. Allerdings ist dann nicht jede Lösung einer Schrödingergleichung auf 1 normierbar (sondern auf eine δ-Funktion).
Die zeitliche Entwicklung nach der Schrödinger-Gleichung lässt die Norm unverändert. Dies lässt sich durch direktes Nachrechnen bestätigen oder mithilfe des Noether-Theorems daraus folgern, dass die Schrödinger-Gleichung unter der Phasentransformation {\displaystyle \psi (\mathbf {r} ,t)\rightarrow \psi ^{\prime }(\mathbf {r} ,t)=\mathrm {e} ^{\mathrm {i} \alpha }\psi (\mathbf {r} ,t)} invariant ist, also eine  U(1)-Symmetrie zeigt.

### Erwartungswerte von Messgrößen
Aus der Wellenfunktion ergeben sich die physikalischen Eigenschaften des Teilchens im betrachteten Zustand. Beispielsweise wird der klassische Wert für den Ort des Teilchens {\displaystyle \mathbf {r} (t)} durch den mittleren Ort des Teilchens zur Zeit {\displaystyle t}, also
{\displaystyle \mathbf {r} (t)\rightarrow \langle \mathbf {\hat {r}} \rangle (t)=\int \mathbf {r} |\psi (\mathbf {r} ,t)|^{2}\mathrm {d} ^{3}r}
ersetzt, während der klassische Wert für den Impuls des Teilchens durch folgenden Mittelwert ersetzt wird:
{\displaystyle \mathbf {p} (t)\rightarrow \langle \mathbf {\hat {p}} \rangle (t)=\int \psi ^{*}(\mathbf {r} ,t)(-\mathrm {i} \hbar \nabla )\psi (\mathbf {r} ,t)\mathrm {d} ^{3}r} .
Jede klassische Messgröße {\displaystyle f(r,p,t)} wird so durch eine Mittelung des zugehörigen Operators über den Raum, in dem sich das Teilchen befindet, ersetzt:
{\displaystyle f(\mathbf {r} (t),\mathbf {p} (t),t)\rightarrow \langle {\hat {f}}\rangle (t)=\int \psi ^{*}(\mathbf {r} ,t)f(\mathbf {\hat {r}} ,\mathbf {\hat {p}} ,t)\psi (\mathbf {r} ,t)\mathrm {d} ^{3}r}.
Der Ausdruck {\displaystyle \langle {\hat {f}}\rangle } wird als Erwartungswert von {\displaystyle f} bezeichnet. Der Erwartungswert der Energie ist gleich {\displaystyle \langle {\hat {H}}\rangle }.

## Lösungsverfahren der Schrödingergleichung
Die Lösungen der Schrödingergleichung (bzw. Pauligleichung) decken im Prinzip die ganze Festkörperphysik und Chemie ab (eine Einschränkung: für innere Elektronen schwerer Atome sind relativistische Korrekturen nicht mehr klein).
Lösungen in geschlossener Form gibt es allerdings nur für einige Ein-Elektron-Systeme (Wasserstoffatom, Potentialbarriere, harmonischer Oszillator, Morse-Potential, …). Ab Heliumatom oder Wasserstoffmolekül ist man auf numerische Techniken angewiesen.
Mit Computerunterstützung und geeigneten Methoden (Störungsrechnung, Variationsansätze, …) lassen sich Systeme mit bis zu etwa 10 Elektronen numerisch so behandeln, dass das Ergebnis mit steigendem Rechenaufwand gegen die exakte Lösung konvergiert. Ein Beispiel solcher Verfahren ist Configuration Interaction.
Bei diesen Näherungsverfahren ist im {\displaystyle N}-Teilchen-Fall eine Wellenfunktion im {\displaystyle 3N}-dimensionalen Konfigurationsraum zu bestimmen. Verwendet man {\displaystyle q} (Stützpunkt- oder Variations-) Werte je Dimension, dann sind {\displaystyle q^{3N}} Werte zu berechnen.
Im Ergebnis macht es diese exponentiell wachsende Anforderung an Speicher und Rechenleistung für die meisten Systeme unmöglich, Rechnungen hoher Genauigkeit durchzuführen (ein Ethan-Molekül z. B. enthält zwei Kohlenstoffatome und 18 Elektronen). Walter Kohn hat dieses exponentielle Wachstum an benötigten Ressourcen als „Exponentialbarriere“ bezeichnet.
Größere Systeme werden daher mit Näherungsverfahren untersucht. Bekannte Verfahren sind die Hartree-Fock-Näherung, deren Erweiterungen und die Split-Operator-Methode in der Theoretischen Chemie.
Eine Sonderrolle spielt die auf Walter Kohn zurückgehende Dichtefunktionaltheorie, da diese gezielt die genannte „Exponentialbarriere“ umgeht. Damit lassen sich mit ab initio-Rechnungen Gitterkonstanten und Bindungsenergien auch komplizierter Atome und Verbindungen berechnen, wobei die Fehler im Prozentbereich bleiben.

## Lösungsbeispiele

### Eindimensionales freies Teilchen
Im eindimensionalen Fall eines freien Teilchens reduziert sich der Laplace-Operator zu einer doppelten Ableitung und das Potential {\displaystyle V} verschwindet.
{\displaystyle \mathrm {i} \hbar {\frac {\partial }{\partial t}}\psi (x,t)=-{\frac {\hbar ^{2}}{2m}}{\frac {\mathrm {d} ^{2}}{\mathrm {d} x^{2}}}\psi (x,t)}
Im Fall einer gaußförmigen Amplitudenverteilung ist eine Lösung der eindimensionalen Schrödingergleichung mit verschwindendem Potential:
{\displaystyle \psi (x,t)={\frac {1}{\sqrt {\sigma ^{2}+2\mathrm {i} t{\frac {\hbar }{m}}}}}\cdot \exp \left({\frac {-\pi ^{2}\sigma ^{2}}{\lambda ^{2}}}-{\frac {(x-\mathrm {i} \pi {\frac {\sigma ^{2}}{\lambda }})^{2}}{\sigma ^{2}+2\mathrm {i} t{\frac {\hbar }{m}}}}\right)}
Hier ist {\displaystyle \sigma } die halbe Breite des Wellenpakets und {\displaystyle \lambda } die Wellenlänge zum Zeitpunkt {\displaystyle t=0}. Die folgenden Bilder zeigen den räumlichen und zeitlichen Verlauf der Wellenfunktion {\displaystyle \Psi } für verschiedene Anfangsbedingungen. Im Fall einer reinen Gauß-Verteilung verbreitert sich die Wellenfunktion zu beiden Seiten.
Wird die anfängliche Gauß-Verteilung mit der komplexen Schwingung {\displaystyle \exp(2\pi \mathrm {i} x/\lambda )} multipliziert, ergibt sich ein bewegtes Teilchen mit Dispersion.

Eindimensionale Wellenfunktion eines Elektrons über x-Koordinate. Zu Anfang Gauß-Verteilung mit 1 nm Breite und überlagerter komplexer Schwingung. Mitlaufendes Koordinatensystem.

Eindimensionale Wellenfunktion eines Elektrons über x-Koordinate. Zu Anfang Gauß-Verteilung mit 1 nm Breite und überlagerter komplexer Schwingung.

Eindimensionale Wellenfunktion eines Elektrons über x-Koordinate. Zu Anfang reine Gauß-Verteilung mit 1 nm Breite.

### Ein einfaches Modell für die chemische Bindung
Dieses Beispiel beschreibt ein einfaches Modell für chemische Bindung in einem Molekül aus zwei gleichen Atomkernen und einem Elektron. Sind die Kerne weit voneinander entfernt, dann ist das Elektron mit der Energie {\displaystyle E} an den Atomkern 1 gebunden und befindet sich im Zustand {\displaystyle |1\rangle }, oder es ist mit gleicher Energie an den Atomkern 2 gebunden und befindet sich dann im Zustand {\displaystyle |2\rangle }.
Wenn keine Übergänge möglich sind, gilt jeweils die stationäre Schrödingergleichung.
Wenn Zustand {\displaystyle |1\rangle } nicht wirklich stationär ist, weil es Übergänge von {\displaystyle |1\rangle } nach {\displaystyle |2\rangle } gibt, muss der Zustand {\displaystyle |1\rangle } gemäß der Schrödingergleichung eine wachsende Beimischung von Zustand {\displaystyle |2\rangle } bekommen. Diese muss durch die Wirkung des Hamiltonoperators auf Zustand {\displaystyle |1\rangle } erzeugt werden. Ein Parameter {\displaystyle \epsilon } bestimmt, wie schnell die Beimischung anwächst, also auch die Übergangsrate. Umgekehrt gilt wegen der Symmetrie des Systems das gleiche mit demselben {\displaystyle \epsilon }. In diesem Modell gelten also  die Gleichungen:
{\displaystyle {\begin{aligned}{\hat {H}}|1\rangle =E|1\rangle +\epsilon |2\rangle \\{\hat {H}}|2\rangle =E|2\rangle +\epsilon |1\rangle \end{aligned}}}
Die Zustände {\displaystyle |1\rangle } und {\displaystyle |2\rangle } sind dann nicht stationär, aber durch Addition und Subtraktion dieser Gleichungen sieht man, dass ihre Superpositionen neue stationäre Zustände ergeben:
{\displaystyle |+\rangle =|1\rangle +|2\rangle ~~~~~~~~~|-\rangle =|1\rangle -|2\rangle }
denn für diese gelten die Eigenwertgleichungen
{\displaystyle {\hat {H}}|+\rangle =(E+\epsilon )|+\rangle ~~~~~~~~~{\hat {H}}|-\rangle =(E-\epsilon )|-\rangle }
Die Eigenwerte {\displaystyle E\pm \epsilon }, also die Energien, sind verschieden. Eine von beiden (je nach Vorzeichen von {\displaystyle \epsilon }) ist kleiner als die Energie {\displaystyle E} im Fall weit entfernter Kerne. Der entsprechende Superpositionszustand ist der Bindungszustand des Moleküls mit der Bindungsenergie {\displaystyle |\epsilon |}.

## Schrödingergleichung in der Mathematik
Für die Schrödingergleichung in einem Hilbertraum lässt sich mathematisch zeigen, dass der Hamiltonoperator {\displaystyle {\hat {H}}} selbstadjungiert ist. Dann folgt aus dem Satz von Stone die Existenz einer unitären Gruppe und damit die eindeutige Lösbarkeit des Anfangswertproblems. Dabei ist es aus mathematischer Sicht wichtig, Selbstadjungiertheit {\displaystyle {\hat {H}}={\hat {H}}^{*}} von der schwächeren Eigenschaft der Symmetrie {\displaystyle {\hat {H}}\subseteq {\hat {H}}^{*}} zu unterscheiden. Letztere lässt sich in der Regel durch eine partielle Integration zeigen, für die Selbstadjungiertheit ist eine detaillierte Untersuchung des Definitionsbereichs des adjungierten Operators notwendig. Für beschränkte Operatoren fallen beide Begriffe zusammen, aber Schrödingeroperatoren sind in der Regel unbeschränkt und können nach dem Satz von Hellinger-Toeplitz nicht auf dem ganzen Hilbertraum definiert werden. Danach gilt es, das Spektrum von {\displaystyle {\hat {H}}} zu untersuchen, um die Dynamik zu verstehen.

### Analytische Verfahren und Untersuchung der Lösungseigenschaften

#### Schrödingergleichung ohne Potential
Die Schrödingergleichung ohne Potential (freie Schrödingergleichung)
{\displaystyle {\hat {H}}_{0}=-{\frac {\hbar ^{2}}{2m}}\Delta }
kann mittels Fourier-Transformation behandelt werden und der freie Schrödingeroperator ist auf dem Sobolev-Raum {\displaystyle H^{2}(\mathbb {R} ^{n})\subseteq L^{2}(\mathbb {R} ^{n})} selbstadjungiert. Das Spektrum ist gleich {\displaystyle \sigma ({\hat {H}}_{0})=[0,\infty )}.

##### Erhaltung der Hs-Normen
Die Normerhaltung
{\displaystyle \|u(\cdot ,t)\|_{H^{s}}=\|u_{0}\|_{H^{s}}}
lässt sich durch Fourier-Transformation zeigen. Sie drückt im Fall {\displaystyle H^{0}=L^{2}} die Erhaltung der Wahrscheinlichkeiten aus.

##### Dispersion
Es gilt
{\displaystyle \|u(\cdot ,t)\|_{L^{\infty }}\,\leq \,{\frac {c}{|t|^{n/2}}}\,\|u_{0}\|_{L^{1}}\quad \forall u_{0}\in L^{1}}.
Diese Eigenschaft drückt das Zerfließen der Wellenpakete aus.

#### Schrödingergleichung mit Potential
Die Schrödingergleichung mit einem Potential
{\displaystyle {\hat {H}}={\hat {H}}_{0}+{\hat {V}}}
kann mit Methoden der Störungstheorie behandelt werden. Zum Beispiel folgt aus dem Satz von Kato-Rellich: Gilt in drei (oder weniger) Dimensionen {\displaystyle V(x)=V_{1}(x)+V_{2}(x)}, wobei {\displaystyle V_{1}(x)} beschränkt ist und im Unendlichen verschwindet und {\displaystyle V_{2}(x)} quadratintegrierbar ist, dann ist {\displaystyle {\hat {H}}} auf {\displaystyle H^{2}(\mathbb {R} ^{3})\subseteq L^{2}(\mathbb {R} ^{3})} selbstadjungiert und das wesentliche Spektrum ist {\displaystyle \sigma _{\text{ess}}({\hat {H}})=[0,\infty )}. Unter dem wesentlichen Spektrum kann es maximal abzählbar viele Eigenwerte geben die sich nur bei Null häufen können. Diese Voraussetzungen decken insbesondere das Coulomb-Potential und damit das Wasserstoffatom ab,
{\displaystyle V(x)={\frac {e^{2}}{4\pi \varepsilon _{0}}}{\frac {1}{|x|}}},
das durch Separation in Kugelkoordinaten explizit lösbar ist. Betrachtet man Atome mit mehr als einem Elektron oder Moleküle, so wurde die Selbstadjungiertheit erst später von Tosio Kato bewiesen. Die Struktur des essentiellen Spektrums wird in diesem Fall durch das HVZ-Theorem (nach W. Hunziker, C. van Winter und GM Zhislin) beschrieben. Solche Modelle können in der Regel nur numerisch gelöst werden.
Die eindimensionale Schrödingergleichung ist ein Spezialfall einer Sturm-Liouville-Gleichung.
Für verschiedene Potenziale existieren weitere analytische Lösungen.

## Erweiterungen

### Pauli- und Dirac-Gleichung
Bei Teilchen mit Spin wird der damit verbundene zusätzliche Freiheitsgrad in der Schrödingergleichung nicht berücksichtigt. Dieser Mangel wird durch die Pauli-Gleichung behoben. Beide Gleichungen sind nicht-relativistische Näherungen. Die korrekte relativistische Verallgemeinerung der Schrödinger- wie auch der Pauli-Gleichung ist die Dirac-Gleichung, eine partielle Differentialgleichung 1. Ordnung in Zeit- und Ortskoordinaten.

### Nichtlineare Erweiterungen der Schrödingergleichung
Eine Reihe von Problemen in der Physik führt auf eine Verallgemeinerung, die nichtlineare Schrödingergleichung
{\displaystyle \mathrm {i} {\frac {\partial u}{\partial t}}-\Delta u=f(u),\quad u|_{t=0}=u_{0}},
mit einem nichtlinearen Selbstwechselwirkungsterm {\displaystyle f(u)}. Dabei wurde die explizite Abhängigkeit der Lösungsfunktion {\displaystyle u} von Zeit und Ort weggelassen. Speziell im Fall der kubischen, nichtlinearen Schrödingergleichung {\displaystyle f(u)=g\,u|u|^{2}}, {\displaystyle g\in \mathbb {R} } und einer Dimension {\displaystyle n=1} handelt es sich um eine integrable Wellengleichung mit Solitonenlösungen. Sie taucht zum Beispiel bei der Beschreibung von Lichtwellen in Glasfasern und Wasserwellen auf. In Dimension {\displaystyle n=3} hat man im kubischen Fall die Gross-Pitaevskii-Gleichung, die das Bose-Einstein-Kondensat beschreibt.
Nimmt man eine gravitative Selbstwechselwirkung der Teilchen an, enthält man die nichtlineare Schrödinger-Newton-Gleichung.

## Lehrbücher der Quantenmechanik
Die Schrödingergleichung wird in allen üblichen Lehrbüchern der Quantenmechanik behandelt, zum Beispiel:
- Arnold Sommerfeld: Atombau und Spektrallinien, II. Band, München 1950.
- Torsten Fließbach: Quantenmechanik. Spektrum Akademischer Verlag und andere Lehrbücher der Quantenmechanik
- Peter W. Atkins: Molecular Quantum Mechanics. und andere Lehrbücher der theoretischen und physikalischen Chemie
- M. Alonso, E. L. Finn: Quantenphysik und Statistische Physik. Oldenbourg, München/ Wien 1998, ISBN 3-486-24836-7.

Mathematik:
- Michael Reed, Barry Simon: Methods of Modern Mathematical Physics. 4 Bände, Academic Press, 1978, 1980.
- Hans Cycon, Richard G. Froese, Werner Kirsch, Barry Simon: Schrödinger Operators. Springer, 1987.
- Volker Bach: Schrödinger Operators. In: J.-P. Francoise, Gregory L. Naber, S. T. Tsou (Hrsg.): Encyclopedia of Mathematical Physics. Bd. 4, Academic Press, 2006, ISBN 0-12-512660-3.
- Gerald Teschl: Mathematical Methods in Quantum Mechanics; With Applications to Schrödinger Operators. American Mathematical Society, 2009. (Freie Online-Version)